# Gondeville
Gondeville era una comuna francesa situada en el departamento de Charente, de la región de Nueva Aquitania. Desde el 1 de enero de 2019 es una comuna delegada y la sede de la comuna nueva de Mainxe-Gondeville.
Los habitantes se llaman Gondevillois y Gondevilloises.

## Geografía
Está ubicada entre Jarnac al norte y Segonzac al sur.

## Historia
El 1 de enero de 2019 pasó a ser una comuna delegada y la sede de la comuna nueva de Mainxe-Gondeville al fusionarse con la comuna vecina de Mainxe.

## Demografía
| 548 | 570 | 581 | 520 | 503 | 518 | 530 | 504 |
| Para los censos de 1962 a 1999 la población legal corresponde a la población sin duplicidades (Fuente: INSEE [Consultar]) |     |     |     |     |     |     |     |